# Medicine Man (album)
| Recensione              | Giudizio   |
| ----------------------- | ---------- |
| AllMusic                | [ 1 ]      |
| Sputnikmusic            | 2.8 (Good) |
| Dizionario del Pop-Rock | [ 3 ]      |

Medicine Man è un album discografico del gruppo musicale rock statunitense dei Blackfoot, pubblicato dall'etichetta discografica Nalli Records nel 1991.

## Tracce

### CD
1. Doin' My Job – 3:55 (Rick Medlocke, Gunner Ross, Neal Casal)
2. The Stealer – 3:21 (Andy Fraser, Paul Rodgers, Paul Kossoff)
3. Sleazy World – 3:56 (Rick Medlocke, Gunner Ross, Neal Casal, Greg Stryker)
4. Not Gonna Cry Anymore – 3:38 (Bobby David)
5. Navarre (Strumentale) – 1:50 (Rick Medlocke)
6. Soldier Blue – 3:59 (Rick Medlocke, Neal Casal)
7. Runnin', Runnin' – 4:38 (Rick Medlocke, Doug Bare, Greg Stryker)
8. Chilled to d'Bone – 4:16 (Rick Medlocke, Doug Bare, Mark Woerpel)
9. Guitar Slingers Song & Dance – 5:27 (Rick Medlocke, Doug Bare)

## Formazione
- Rick Medlocke - voce solista, chitarra solista, chitarra ritmica, chitarra acustica, chitarra a 12 corde, chitarra slide, accompagnamento vocale-cori
- Neal Casal - chitarra solista, chitarra ritmica, accompagnamento vocale-cori
- Rikki Mayr - basso
- Gunner Ross - batteria, percussioni, accompagnamento vocale-cori

Musicisti aggiunti
- Doug Bare - tastiere
- Mark Woerpel - chitarra sintetizzatore
- Donna Davis - cori di sottofondo
- Sherry Fox - cori di sottofondo
- Greg Stryker - cori di sottofondo

Note aggiuntive
- Rick Medlocke e Ben Grosse - produttori (eccetto brani: Navarre e Soldier Blue)
- Rick Medlocke e Stephen Galfas - produttori (brani: Navarre e Soldier Blue)
- Al Nalli - produttore esecutivo
- Registrazioni effettuate al Pearl Sound Studios di Canton, Michigan (eccetto brani Navarre e Soldier Blue)
- Ben Grosse - ingegnere delle registrazioni (al Pearl Sound Studios)
- Brani: Navarre e Soldier Blue, registrati al Sisapa Studio A di Columbus, Ohio
- Noah Baron - ingegnere delle registrazioni (al Sisapa Studio A)
- Matt King, Chris Andrews e Al Canning - assistenti ingegneri delle registrazioni
- Mixato da Rick Medlocke e Noah Baron al Pearl Sound Studios di Canton, Michigan (brani: Navarre e Soldier Blue)
Rick Medlocke e Mike Ging al Ezy Studios di Londra, Inghilterra (brani: Doin' My Job e Not Gonna Cry Anymore)
Rick Medlocke e Ben Grosse al Pearl Sound Studios di Canton, Michigan (tutti gli altri rimanenti brani)
- Mastering effettuato da Hoyt Dooley al Disc Mastering Inc. di Nashville, Tennessee[4]